# هنری بولیگ
هنری بولیگ (Henri Baulig) جغرافی‌دان فرانسوی (۱۹۶۲-۱۸۷۷) است که تخصص وی در زمینه ژئومورفولوژی بود. بولیگ از طرفداران جدی نظریه چرخه فرسایش ویلیام موریس دیویس محسوب می‌شد.